# 冯荪
冯荪（？—303年），字惠卿，西晋侍中，司徒李胤外孫。

## 生平
晋武帝泰始年间，司徒李胤、镇军大将军胡奋、廷尉诸葛冲、太仆臧权、侍中冯荪、秘书郎左思等人的女眷位列三夫人九嫔之列。太安二年（303年）七月，河间王司马颙秘密派遣李含与冯荪、中书令卞粹谋杀长沙王司马乂，皇甫商得知后告诉司马乂，司马乂拘捕并杀掉了李含、冯荪、卞粹。

### 軼事
《世說新語》敘述馮蓀同邢喬、李順作為司徒李胤的後輩，都被當時人稱讚為：「馮才清，李才明，純粹邢。」